# Visierung (Kunst)

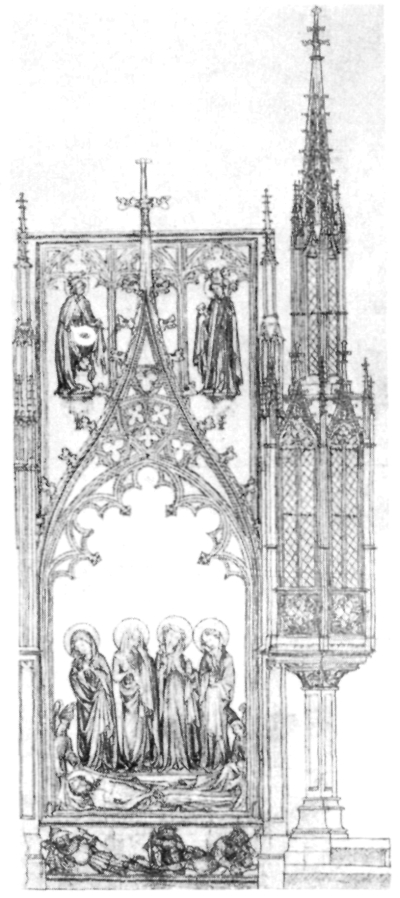
Visierung zu einem Heiligen Grab und Sakramentshaus, um 1400

Visierung ist eine Bezeichnung für eine Bestellzeichnung, einen Entwurf, Riss, Bauplan oder eine Skizze zu einem Kunstwerk. Die Bezeichnung wurde vor allem im Mittelalter und der Renaissance gebraucht. Gefiel die Visierung dem Kunden, dann malte der Maler danach sein Bild, schnitzte der Bildhauer seine Skulptur oder baute der Architekt. Das Wort leitet sich vom lateinischen videre, sehen, her.
Die älteste Erwähnung einer Visierung für ein plastisches Bildwerk ist der Kontrakt von 1272 für den Schrein der heiligen Gertrud von Nivelles im Kloster Nivelles in Belgien: Der Schrein war zu fertigen „... selonc le pourtrature que maistre Jakenez d’Anchin li orfevre at fait“, „gemäß der Visierung, die Meister Jacquemon d'Anchin der Goldschmied gemacht hat“. In Deutschland wurde der erste Vertrag, der eine Visierung voraussetzt, 1421 mit dem österreichischen Maler und Bildhauer Hans von Judenburg geschlossen; es ging um einen gemalten Altar. Manchmal wurde nach der Vollendung der Arbeit geprüft, ob exakt nach der Visierung gearbeitet worden war. Meist aber erwartete der Auftraggeber keine genaue Einhaltung; nach einem Vertrag mit Adam Kraft war die Bestellung nur „ongeverlich gevisiret“, „ungefähr visiert“.
Zur Zeit des Barock erbat Franz Joseph Spiegler seine Entwürfe für die Deckengemälde der Kirche St. Remigius (Merdingen) von dem Auftraggeber zurück mit etwaigen Beanstandungen, „welche dan mit zue Rükh kommenten Fisierung zue vernehmen schriftl. erwarthe“, „die ich dann mit meiner zurückgeschickten Visierung schriftlich erwarte“.